# Sky Captain and the World of Tomorrow
Sky Captain and the World of Tomorrow is een Amerikaanse speelfilm uit 2004 onder regie van Kerry Conran.
De film gaat over een journaliste, die in 1939, in New York, ontdekt dat een groot aantal topwetenschappers verdwijnen. Ze gaat op onderzoek uit, met de piloot Sky Captain, en probeert een krankzinnige geleerde in handen te krijgen voor die de wereld kan vernietigen.

## Verhaal
Het speelt zich af in een alternatieve realiteit rond 1939. De Duitsers houden zich niet bezig met de voorbereidingen van de Tweede Wereldoorlog.
De film opent met de aankomst van de zeppelin Hindenburg III die aanmeert aan het Empire State Building. Daar zien we een doodsbange professor Dr. Jorge Vargas (Julian Curry) die alles op alles zet om een vreemd pakket te laten bezorgen aan zijn collega Dr. Walter Jennings (Trevor Baxter). Even later verdwijnt hij spoorloos.
Polly Perkins (Gwyneth Paltrow), een reporter voor The Chronicle, onderzoekt de mysterieuze verdwijning van professor Vargas en 5 andere professoren die ook, zonder een spoor na te laten, verdwenen zijn. Als ze een pakje bezorgd krijgt met de boodschap: I know who's next en een toegangskaartje voor een avondvoorstelling in het filmtheater, kan ze haar nieuwsgierigheid niet bedwingen en gaat erop af, ondanks de waarschuwingen van haar uitgever Mr. Paley (Michael Gambon) niet te gaan. Daar ontmoet ze een doodsbange Dr. Jennings, die eigenlijk spijt heeft dat hij gekomen is en toch niet veel wil vertellen. Als hij wil weggaan, grijpt Polly hem bij de arm en vraagt voor wie hij zo bang is. Het enige dat hij zegt is dat Totenkopf (Duits voor Doodshoofd) achter hem aan zit. Dan verdwijnt hij ook spoorloos.

## Rolverdeling
| Acteur           | Personage                      |
| ---------------- | ------------------------------ |
| Gwyneth Paltrow  | Polly Perkins                  |
| Jude Law         | Joe "Sky Captain" Sullivan     |
| Giovanni Ribisi  | Dex                            |
| Michael Gambon   | Editor Paley                   |
| Ling Bai         | Mysterieuze vrouw              |
| Omid Djalili     | Kaji                           |
| Laurence Olivier | Dr. Totenkopf (archiefbeelden) |
| Angelina Jolie   | Franky                         |
| Trevor Baxter    | Dr. Jennings                   |
| Julian Curry     | Dr. Vargas                     |
| Peter Law        | Dr. Kessler                    |